# Будинок на вулиці Краківській, 13 (Львів)
49°50′35″ пн. ш. 24°1′46″ сх. д. / 49.84306° пн. ш. 24.02944° сх. д.
Будинок на вулиці Краківській, 13 (інша назва — Іловичківська кам'яниця) — житловий будинок XVII—XIX століть, пам'ятка архітектури національного значення. Розташований у історичному центрі Львова, на вулиці Краківській (перехрестя з вулицею Вірменською).

## Історія
Сучасний будинок № 13 був зведений на межі XVIII—XIX століть на місці трьох старих будівель:
- перша кам'яниця у 1630—1639 роках мала назву кам'яниця Баптисіяна, у 1640—1646 роках — Зидкова, у 1647—1720 роках — Неофіти Яна;
- друга кам'яниця у 1636 році належала міщанам Барановському і Потранновському (Позрановському), у 1638—1747 роках — пану Ходзієвичу, у 1716—1755 роках — пану Шейнову;
- третя, наріжна кам'яниця у 1630—1634 роках мала назву Бонарківський дім, у 1631—1767 роках — Іловичківська.

У 1858 році триповерхову кам'яницю реконструювали, додавши четвертий поверх. У 1871—1934 роках кам'яниця належала Руському інституту «Народний дім».
За часів Польської республіки у будинку містилася друкарня Бодека, у 1950-х роках — меблева артіль «Червоний промінь».

## Опис
Будинок наріжний, цегляний, чотириповерховий, складний у плані (має вид неправильної трапеції). Фасад плаский, тинькований, вельми лаконічно декорований, розчленований міжповерховими поясками між першим і другим, та третім і четвертим поверхами. Фасад, що виходить на вулицю Краківську, має три вікна, фасад, що виходить на вулицю Вірменську — дев'ять. Вікна прямокутні, на другому поверсі прикрашені прямокутними сандриками (аналогічне оформлення мають два вікна і портал на першому поверсі з боку Вірменської). На фасаді з боку вулиці Вірменської на другому і третьому поверхах розташовані балкони з ажурними чавунними решітками.